# Herminia Mancini
Herminia Mancini (Buenos Aires, Argentina, 1882 - ibídem, 24 de junio de 1963) fue una actriz de carácter argentina de cine y teatro.

## Carrera
Nacida en Buenos Aires, se habría iniciado a los 16 años en un grupo de aficionados; trabaja en gira por Uruguay, integra la Compañía de circo criollo de José Corrado, es contratada para el Teatro Apolo por los hermanos Podestá. A principio del siglo XX trabajó en la "Compañía Dramática y Cómica de José Podestá". En 1906 pasó a formar parte de la "Compañía de Pablo Podestá"  en el Teatro Marconi junto con Olinda Bozán, Aída Bozán, Atilio Supparo, Pedro Gialdroni, Ubaldo Torterolo y un joven debutante, Arturo De Bassi. En 1924 creó la "Compañía argentina de dramas y comedias, Mancini- Cassnel -Mancilla", momento en la que se había asociado profesionalmente con la actriz Carmen Cassnel y el actor, Federico Mancilla. En 1926 trabajó en una obra en el Teatro Maipo que hizo junto a Dora Gález, Margarita Padín, Pepita Cantero, Consuelo Carreras y Mencia Rodríguez. También formó la compañía de "sainetes, comedias y revistas" de Luis Arata-Herminia Mancini con dirección de Atilio Supparo. Trabajó para la Compañía de Florencio Parravicini en el Teatro Argentino y el de Roberto Casaux. Con el transcurrir de los años, y ya en la década de 1930 llegó a fundar su propia empresa teatral llamada "Compañía de Comedia de Herminia Mancini" con la cual presentó varias obras.
Mancini, quien era la madrina artística de la actriz Eva Franco, filmó un total de 15 películas argentinas, siempre como actriz de reparto, junto a primeras figuras de la escena nacional como Herminia Franco, Floren Delbene, Ernesto Raquén, Miguel Gómez Bao, Hugo del Carril, Delia Garcés, Elsa O'Connor, Santiago Gómez Cou, Pepe Arias, Amalia Sánchez Ariño y Guillermo Battaglia, entre otros.
En teatro trabajó  con Blanca Vidal, María Esther Podestá, Lea Conti, Humberto Scotti, León Zárate, María Esther Buschiazzo, Francisco Ducasse, Francisco Bastardi, José Olarra, Milagros de la Vega y Alberto Ballerini, entre otros.
La actriz cómica Herminia Mancini falleció víctima de una larga enfermedad el lunes 24 de junio de 1963 a los 81 años de edad.

## Filmografía
- 1936: Amalia
- 1936: Juan Moreira
- 1937: La sangre de las guitarras
- 1937: Barranca abajo

- 1938: El escuadrón azul
- 1938: Los caranchos de la Florida
- 1939: La vida de Carlos Gardel
- 1940: El hijo del barrio
- 1940: Yo hablo...
- 1940: El inglés de los güesos
- 1941: Águila Blanca

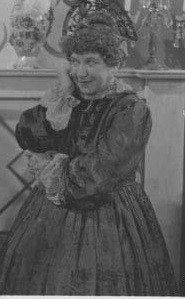
Herminia Mancini en el film Amalia (1936).

- 1943: Safo, historia de una pasión como Langosta
- 1944: Se rematan ilusiones
- 1945: Las seis suegras de Barba Azul[4]

## Teatro
- Ensalada Criolla (1898), bajo la Compañía Podestá.
- Jesús de Nazareno (1902), estrenada en el Apolo, junto con Alejandro Scousi.
- El autor
- El intérprete
- Un hotel improvisado
- Las de arriba
- La beata, sainete de Soria, con música de Antonio Podestá.
- Canción trágica
- En familia como Mercedes
- Facundo
- Barranca abajo
- La flor del tambo
- La piedra del escándalo
- Los muertos
- El desalojo
- Los Disfrazados
- Las Empanadas
- La piedra del escándalo como Leonor
- ¡Qué quiere la Rasimi!, junto a Carmen Lamas, Pepe Arias, Gómez Bao y Marcelo Ruggero. Estrenada en el Teatro Porteño.
- El corazón manda
- El broche de Blumentoff.
- La vasca Soledad.
- Melgarejo (1920).
- Fuego en las entrañas
- El conventillo de la Paloma de Alberto Vacarezza.
- He visto a Dios, de Francisco Defilippis Novoa.
- Nuestros hijos, de Florencio Sánchez.
- Delirio de grandeza, de José Antonio Saldías.
- Las de Barranco, de Gregorio Laferrère.